# Stockton (Nueva Jersey)
Stockton es un borough ubicado en el condado de Hunterdon en el estado estadounidense de Nueva Jersey. En el año 2010 tenía una población de 538 habitantes y una densidad poblacional de 336,25 personas por km².

## Geografía
Stockton se encuentra ubicado en las coordenadas 40°24′19″N 74°58′38″O / 40.40528, -74.97722.

## Demografía
Según la Oficina del Censo en 2000 los ingresos medios por hogar en la localidad eran de $51,406 y los ingresos medios por familia eran $65,000. Los hombres tenían unos ingresos medios de $42,083 frente a los $36,250 para las mujeres. La renta per cápita para la localidad era de $25,712. Alrededor del 2% de la población estaba por debajo del umbral de pobreza.